# William Denegri
William Denegri, född 18 augusti 2000, är en brittisk roddare (styrman).

## Karriär
Vid U23-VM 2022 i Varese tog Denegri guld tillsammans med Henry Pearson, Robert Prosser, Benjamin Hinves och Bruce Turnell i fyra med styrman. Vid EM 2025 i Plovdiv var han en del av Storbritanniens lag som tog guld i åtta med styrman.